# Храм Тихвинской иконы Божией Матери (Коломна)
Храм Тихвинской иконы Божией Матери (Тихвинская церковь) — православный храм в городе Коломне на Соборной площади Коломенского кремля. Построен в 1861 году. Относится к 1-му Коломенскому благочинию Коломенской епархии Русской православной церкви, приписан к Успенскому собору.

## История
Тёплый каменный храм в честь Тихвинской иконы Божией Матери был построен на Соборной площади Коломенского кремля в 1776 году на средства местного купца Ивана Тимофеевича Мещанинова при епископе Коломенском Феодосии III. По преданию, эта церковь была возведена на месте древней деревянной. Первая каменная церковь имела небольшие размеры, один престол и примыкала с востока к соборной шатровой колокольне XVII века.
В 1858—1861 годах храм был разобран и на его месте на пожертвования купца Филиппа Назаровича Тупицына возведён новый, значительно большего размера. Храм стал пятиглавым и трёхпрестольным. Главный престол освятили в честь Тихвинской иконы Божией Матери, приделы — во имя праведных Симеона Богоприимца и Анны Пророчицы и в честь иконы Божией Матери «Утоли Моя Печали». После реконструкции храм освятил святитель Филарет, митрополит Московский. Храм поставлен на полуподвале, сооружён в формах эклектики и псевдорусского стиля, с применением белого камня. Фасады здания, разделённые пилястрами, завершены общим карнизом.
В конце 1920-х годов храм был закрыт и разорён коммунистами, уничтожено его внутреннее убранство и все главы.
Возвращён общине Успенского собора в 1989 году. К 2009 году храм был полностью восстановлен. Воссоздано пять куполов, устроены иконостасы, выполнены росписи на стенах и сводах. Все иконописные и живописные работы выполнены коломенскими мастерами. 
С западной стороны к Тихвинскому храму примыкает шатровая колокольня Успенского собора, возведённая в XVII веке. В 1920-е годы все её звоны уничтожили. Стараниями общины теперь подняты новые колокола. Самый большой из них весит более двух тонн и назван «Пименом» в честь Святейшего Патриарха Московского и всея Руси. Колокол был отлит в Воронеже в 1990 году.
9 июля 2009 года Тихвинский храм был освящен митрополитом Крутицким и Коломенским Ювеналием.

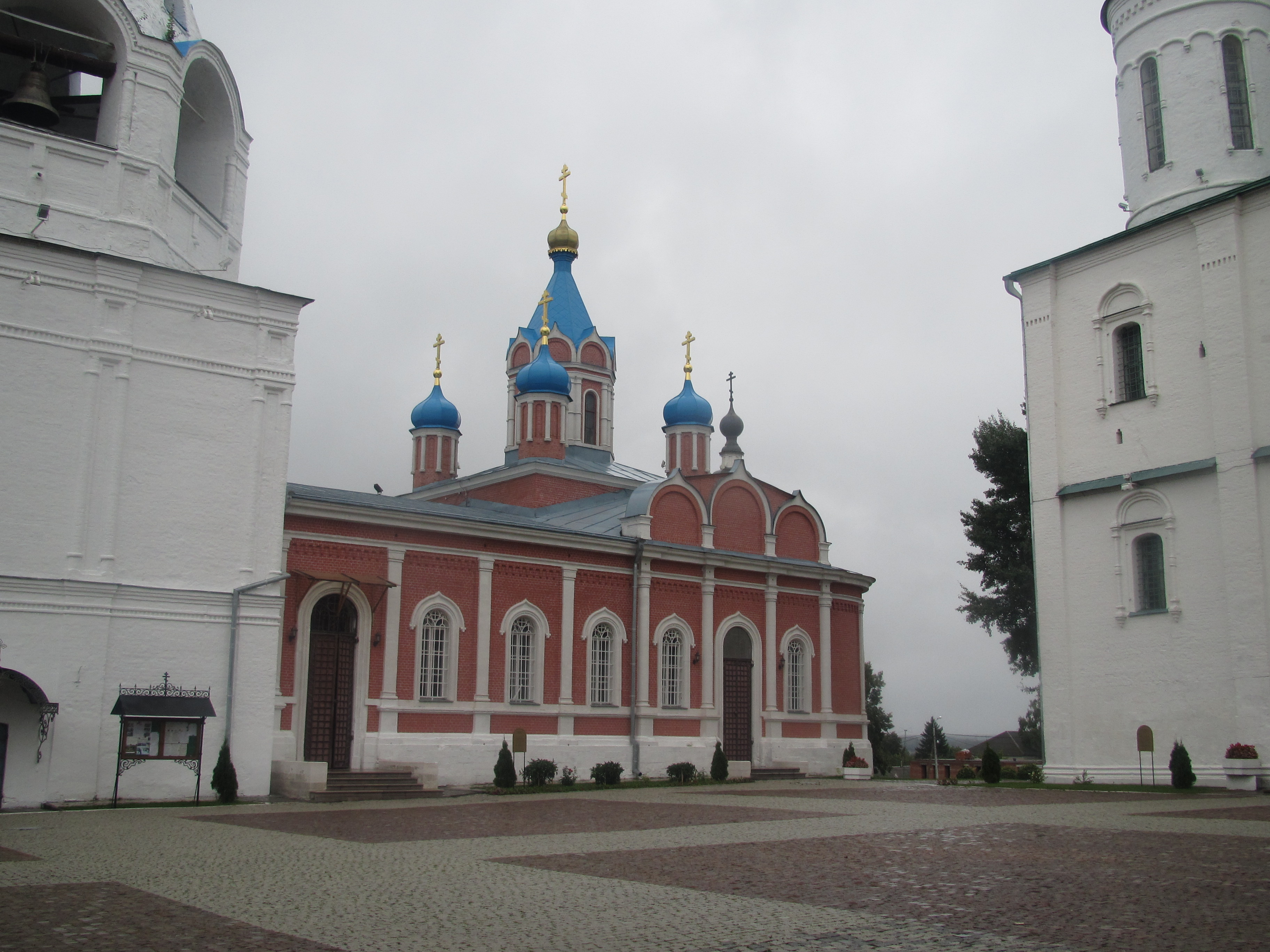
Вид с юго-запада
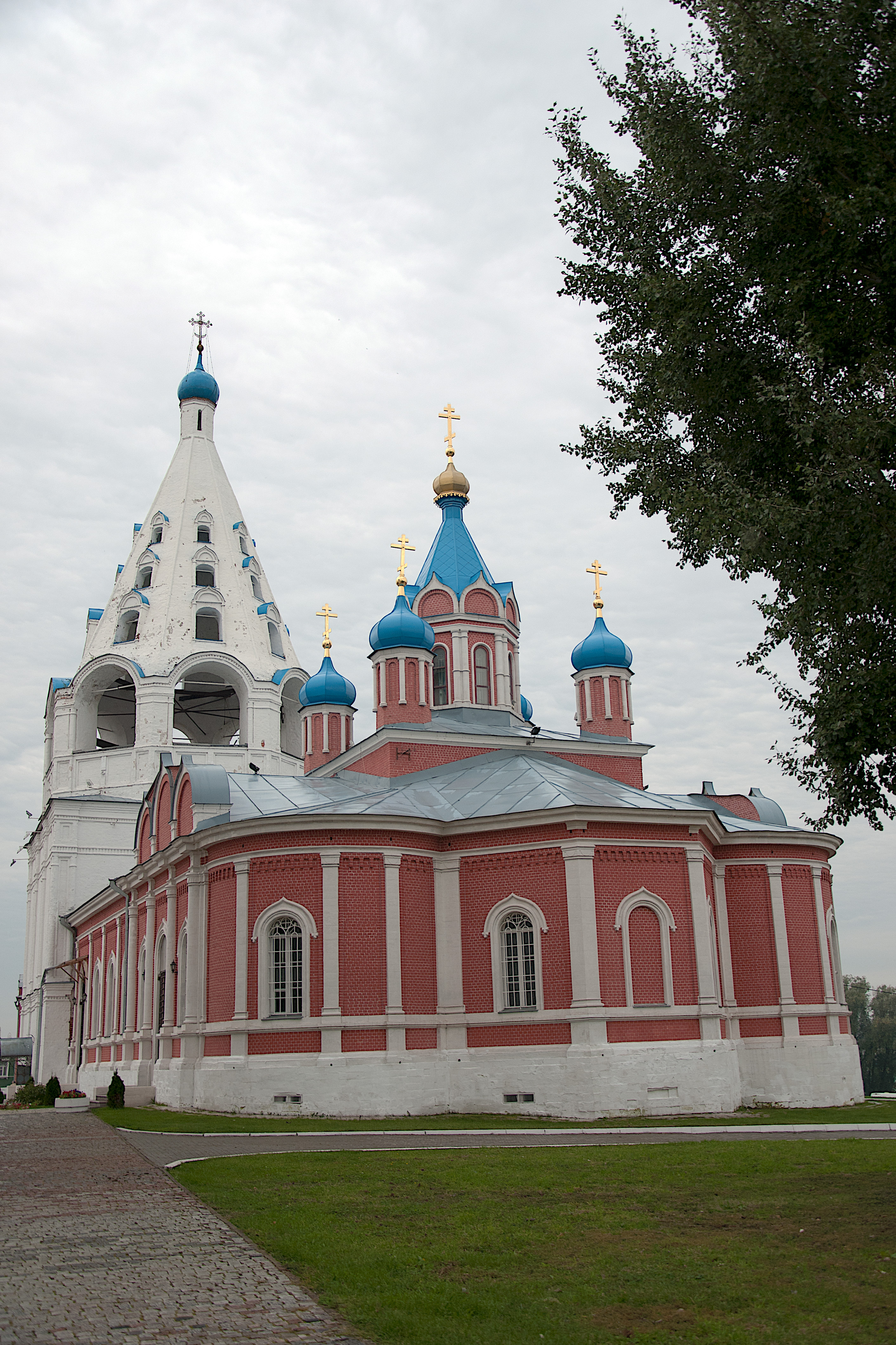
Вид с востока
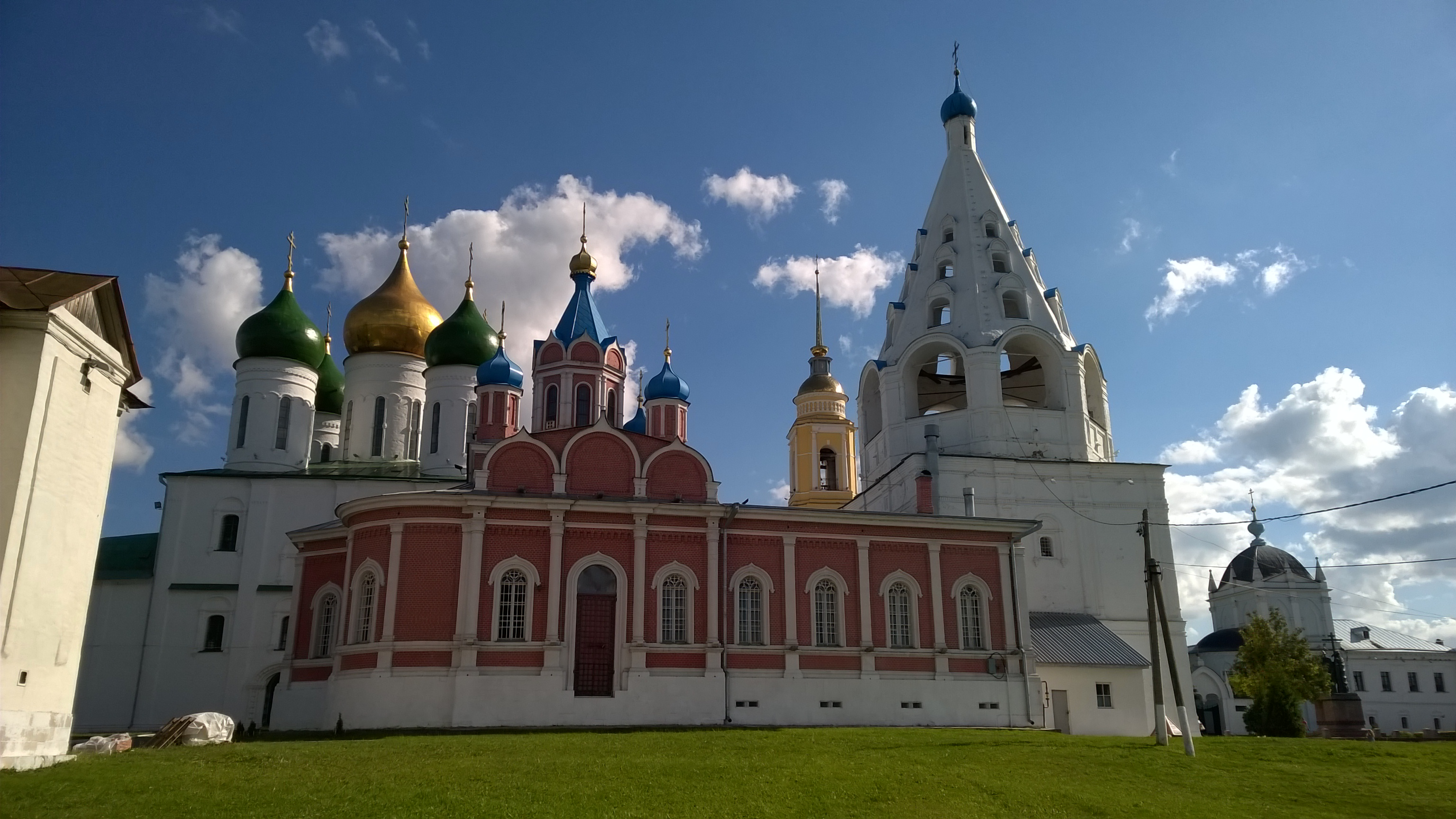
Вид с севера
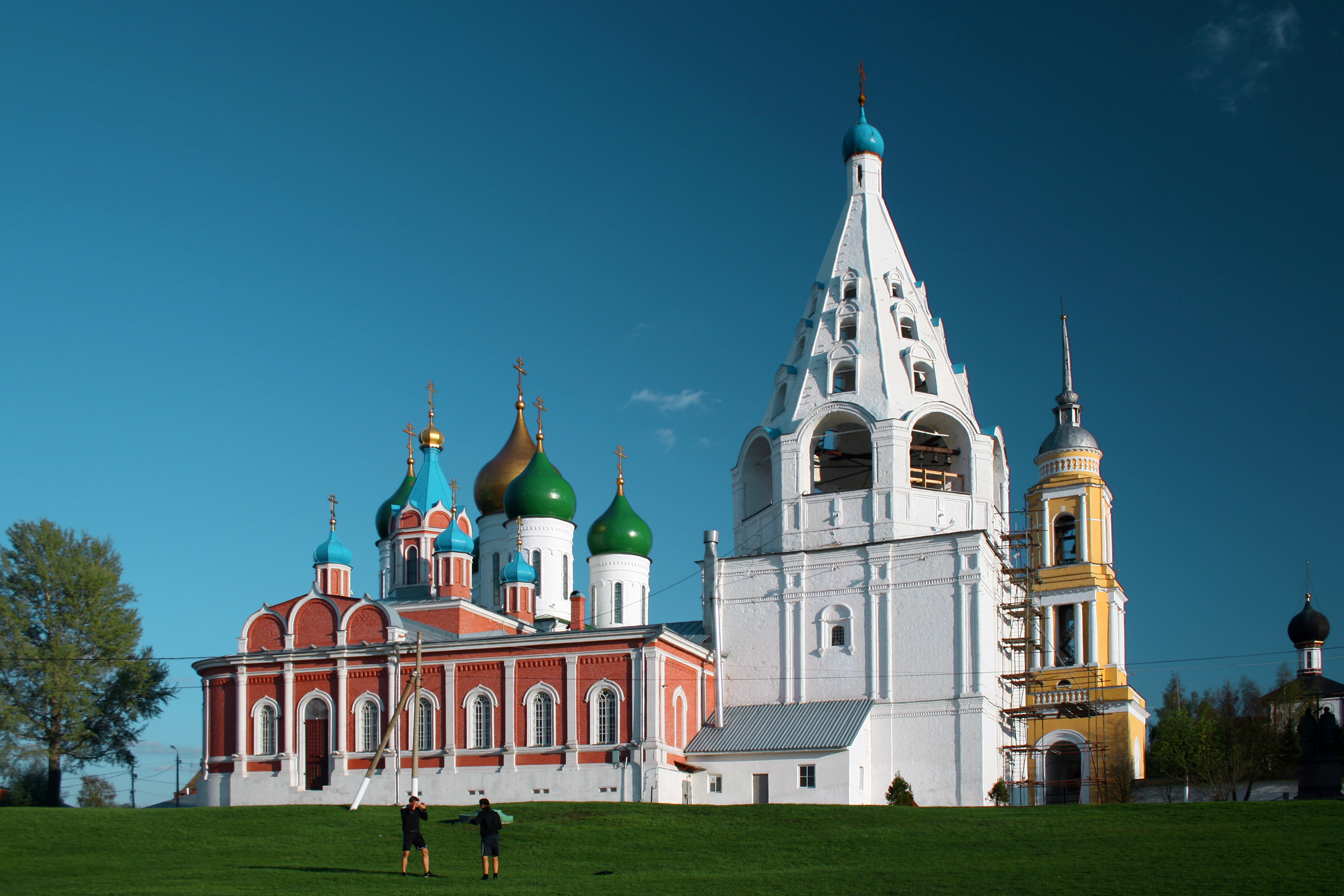
Вид с северо-запада